# Anette Trettebergstuen
Anette Trettebergstuen (Hamar, 25 de maio de 1981) é uma política norueguesa. É ministra da Cultura e Igualdade de Gênero do governo do primeiro-ministro Jonas Gahr Støre, desde 2021. Foi eleita para o Storting (Parlamento norueguês), por Hedmark, em 2005. É a única parlamentar abertamente lésbica no Parlamento norueguês. Pertence ao Partido Trabalhista.

## Vida pessoal e formação acadêmica

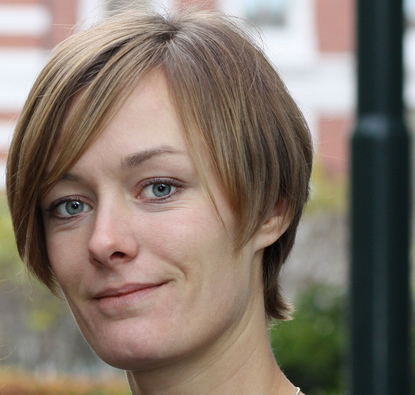
Em 2012.

Anette Trettebergstuen nasceu em 25 de maio de 1981, em Hamar, condado de Hedmark, na Noruega. Seu pai era o chefe de departamento Steinar Trettebergstuen e sua mãe a enfermeira Irene Søberg.
É abertamente lésbica e tem um filho junto com um amigo que é gay.
Em 2001, fez o curso básico de ciência política e, entre 2002 e 2003, em administração pública, ambos na Oslo University College. Possui graduação básica em psicologia, pela Universidade de Oslo e estudou administração, direito trabalhista, recursos humanos e psicologia organizacional na Hedmark University College.

## Carreira política

### Anos inciais
Atuou no Europeisk Ungdom — ala jovem norueguesa do Movimento Europeu. Entre 1998 e 2000, foi presidente do movimento no condado de Hedmark. De 2000 a 2001, foi membro do Comitê Executivo nacional e, entre 2001 e 2002, vice-presidente para questões políticas.
Entre 2002 e 2004 foi presidente do Partido Trabalhista, no condado de Hedmark e, entre 2003 e 2005, assessora política do grupo Parlamentar Trabalhista.

### Storting

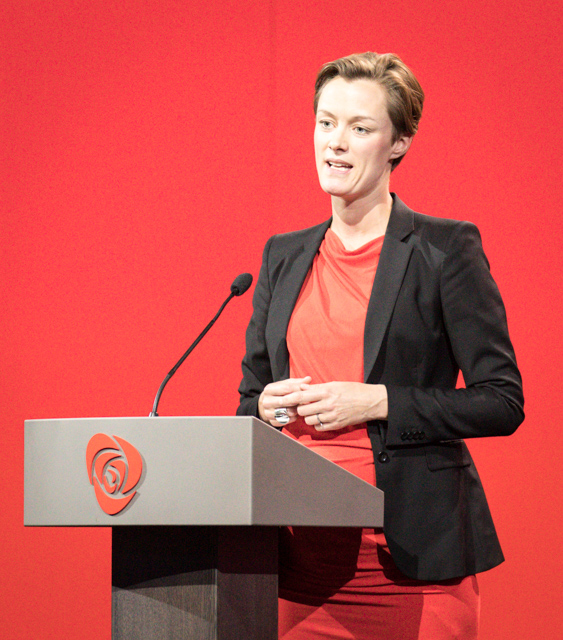
Durante o debate no congresso bianual do Partido Trabalhista da Noruega, em 2017.

Foi eleita para o Storting (Parlamento norueguês), em 2005, como quarta representante do condado de Hedmark. Ela também atuou como porta-voz do partido para assuntos culturais.
Desde então, vem sendo reeleita nas legislaturas seguintes: 2009 (segunda representante), 2013 (segunda representante), 2017 (primeira representante) e 2021 (primeira representante). Durante este período, foi membro da delegação para as Relações com o Parlamento Europeu (2005–2009) e da delegação do Storting à União Interparlamentar (UIP), entre 2013 e 2017. Entre 2005 e 2009 integrou as Comissões Permanente dos Negócios Estrangeiros e Ampliada de Relações Exteriores. Na Comissão Permanente de Trabalho e Assuntos Sociais, foi segunda vice-presidente (2009–2013) e membro (2013–2017). No Comitê Permanente de Família e Assuntos Culturais, foi segunda vice-presidente (2015–2017) e primeira vice-presidente (2017–2021). Foi delegada na Assembleia Geral das Nações Unidas (2009–2010 e 2013–2014).
É a única parlamentar abertamente lésbica no Storting.
Ao deixar o Parlamento para assumir o ministério, Even Eriksen assumiu sua vaga.

### Ministério da Cultura e Igualdade de Gênero

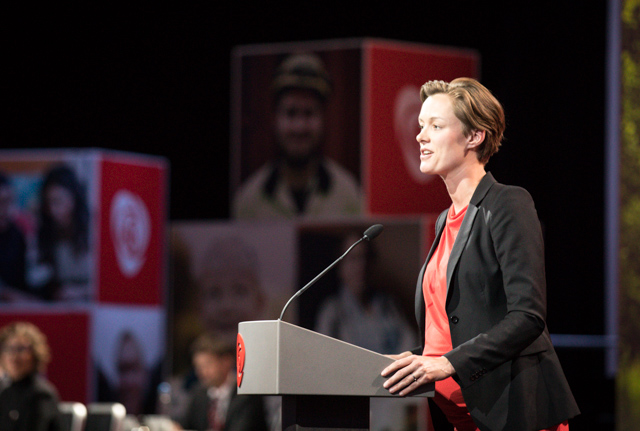
Durante o debate no congresso bianual do Partido Trabalhista da Noruega, em 2017.

Em 14 de outubro de 2021, foi indicada para o cargo de ministra da Cultura e Igualdade de Gênero no governo do primeiro-ministro Jonas Gahr Støre.
No dia seguinte à sua nomeação, compareceu à estreia do filme norueguês "Verdens verste menneske" (em tradução literal: "A Pior Pessoa do Mundo").
Participou de uma reunião do Congresso da Confederação dos Esportes e Comitê Olímpico e Paralímpico Norueguês, onde fez um discurso com várias declarações de promessas à indústria do esporte, notadamente para tomar medidas contra o acúmulo de instalações esportivas, dar compensação total do IVA e estaria disponível para ouvir e aprender entre outras coisas. Também alertou que o risco de fechamento devido a pandemia de COVID-19, era algo que ela esperava que não acontecesse e acrescentou que o perigo já havia passado.
No início de novembro de 2021, enquanto estava em Copenhague para o Conselho nórdico, pediu uma frente nórdica unida contra gigantes internacionais da tecnologia, como Google e Facebook. Citou que os gigantes da tecnologia removeram o que não gostavam e não pagam impostos, acrescentando ainda que também desafiaram a imprensa livre. Também fez um gesto para fazer como a França, que tributa os gigantes da tecnologia por meio da Organização para a Cooperação e Desenvolvimento Econômico (OCDE). Também disse que a proposta de Petter Stordalen, de um regime tributário nórdico, não era o caminho a seguir quando se tratava de outras soluções.
Em 16 de novembro, anunciou que analisaria a possibilidade de adicionar um terceiro gênero à identificação e documentos semelhantes em uma proposta de lei e prometeu que o trabalho sobre a proposta começaria o mais rápido possível, mas não tinha certeza de quanto tempo levaria.
Em 27 de novembro, afirmou que nenhum representante do estado ou governo norueguês compareceria à Copa do Mundo FIFA de 2022, no Catar. Também disse que recusaria um convite se recebesse um. Destacou a recente prisão de dois jornalistas da NRK, naquele país, como uma das razões e citou que o governo estaria fortemente envolvido no caso. Também expressou decepção com a reação da Federação Internacional de Futebol (FIFA) à prisão dos dois jornalistas.
Em 14 de dezembro, participou de uma coletiva de imprensa ao lado de Trygve Slagsvold Vedum, Jan Christian Vestre e Hadia Tajik para apresentar as medidas econômicas do governo para a COVID-19. Em relação ao seu campo de responsabilidade, afirmou que um extra de 1,1 bilhão de coroas norueguesas (NOK) seriam dados ao setor cultural como parte do esquema de compensação do governo.
Em 13 de janeiro de 2022, o governo anunciou o levantamento de algumas medidas para contenção da pandemia de COVID-19, que também incluíam algumas mudanças. Ela anunciou que o número de pessoas que podem participar de eventos ou reuniões será de 200. Isso inclui sem assentos fixos e em eventos ao ar livre, além de 200 pessoas, com assentos fixos, em eventos internos e afirmou: "Além disso, agora estamos trabalhando em soluções para melhor adaptar as restrições de número ao tamanho das instalações. O objetivo é que possamos receber mais pessoas em arenas de concertos ou em pavilhões esportivos".
Foi fundamental para as revelações de que o Governo Solberg — governo da primeira-ministra Erna Solberg (2013–2021) — concordou e assinou um acordo em nome da indústria esportiva norueguesa para treinar esquiadores chineses em preparação para os Jogos Olímpicos de Inverno de 2022 (Pequim 2022). Afirmou: "Nós não usaríamos o esporte em tal coisa, em um jogo político. Foi pelo menos o caso de um acordo ter sido feito contra a vontade do esporte, então eu diria que lembra muito um jogo político".
Foi acusada de utilizar argumentos vagos para se livrar do X Games Norway por seu organizador Henning Andersen. Essa crítica resultou no adiamento do evento, antes da pandemia do COVID-19, quando havia sido prometido 15 milhões de coroas norueguesas. Andersen acusou o governo de Støre de subestimar o X Games porque é administrado de forma privada, em favor dos esportes organizados pelo estado. Em um e-mail em resposta ao Verdens Gang (VG) — tabloide norueguês — ela declarou: "Eu me dissocio dessas acusações. A única razão pela qual os X Games agora não têm a promessa de suporte no futuro é que eles receberam apoio do estado por muitos anos, e queremos poder priorizar outros. 15 milhões de NOK é muito dinheiro e ninguém tem suporte garantido ano após ano. Ao contrário, claro, não tenho nada contra os X Games ou este esporte".
Em 17 de março, parabenizou Vibeke Fürst Haugen, que foi nomeada como a nova diretora-geral da Norwegian Broadcasting Corporation (NRK; em norueguês: Norsk rikskringkasting), tornando-se a primeira mulher a ocupar o cargo. Sua nomeação veio depois que o titular, Thor Gjermund Eriksen, anunciou que deixaria o cargo ao longo do ano.
Marcando o 50º aniversário da abolição da legislação anti-homossexual, o governo emitiu um pedido de desculpas às pessoas queer.
| “                                                                                     | Este pedido de desculpas é importante, não apenas para destacar a injustiça que foi cometida, mas também para todas as lutas que ainda permanecem. Nosso objetivo é melhorar as condições de vida e a saúde mental das pessoas queer. Iremos rever e reforçar a oferta a pessoas com incongruência de gênero. Além disso, proibiremos a terapia de conversão, que sem dúvida tem grandes efeitos prejudiciais para aqueles que estão expostos a ela. | ” |
| — Anette Trettebergstuen, sobre o pedido de desculpas emitido pelo governo norueguês, | |   |

Após a vitória da Ucrânia no Festival Eurovisão da Canção 2022, saiu em apoio à sugestão do presidente Volodymyr Zelensky, de Mariupol ser a cidade anfitriã do próximo concurso, na melhor medida possível. Ela estava aberta para a NRK sugerir que a Noruega poderia sediar o concurso e declarou: "Então acho que devemos lidar com isso. Se, no entanto, for relevante realizar a final em outro país, é a própria NRK que deve decidir se oferecerá a realização do evento".
Em 6 de junho, em conjunto com a ministra da Educação, Tonje Brenna, elas anunciaram um plano para ter mais homens trabalhando no setor de saúde, em colaboração com a Universidade de Tromsø, para lançar um projeto piloto. O objetivo do projeto piloto é incentivar os meninos a se candidatarem a uma educação dentro do serviço de saúde. Ela afirmou: "Devemos ajudar a abrir portas para meninos e homens, para que aqueles que realmente imaginam um trabalho na área da saúde, possam experimentar que essa opção está aberta".
Em 20 de junho, respondeu à seu colega ministra, Kjersti Toppe, sobre sua comparação da barriga de aluguel com o tráfico de pessoas, dizendo: "É uma comparação que eu não tenho noção. Eu também não tenho a sensação de que as pessoas chamem essas crianças de crianças substitutas. Eles são crianças, ponto. Ninguém deve desprezar a forma como eles vieram a nascer — é responsabilidade de todos nós". Também criticou o pedido de Toppe pela proibição da barriga de aluguel, observando que isso não funcionaria, na prática, junto com a punição: "Os pais que trazem seu bebê para o país devem ser presos? Certamente será contra o melhor interesse da criança. E mesmo que multas fossem impostas, muitos achariam que valeu a pena".

## Publicações
- Homo, com Bård Nylund (2017, Pitch forlag), ISBN 978-8-26-903728-9[22]